# Calaca
Calaca ist eine philippinische Stadtgemeinde in der Provinz Batangas. Sie hat 81.859 Einwohner (Zensus 1. August 2015). Die Gemeinde liegt an der Balayan-Bucht.

## Baranggays
Calaca ist politisch unterteilt in 40 Baranggays.
| - Bagong Tubig - Baclas - Balimbing - Bambang - Barangay 1 (Pob.) - Barangay 2 (Pob.) - Barangay 3 (Pob.) - Barangay 4 (Pob.) - Barangay 5 (Pob.) - Barangay 6 (Pob.) - Bisaya - Cahil - Caluangan | - Calantas - Camastilisan - Coral Ni Lopez (Sugod) - Coral Ni Bacal - Dacanlao - Dila - Loma - Lumbang Calzada - Lumbang Na Bata - Lumbang Na Matanda - Madalunot - Makina - Matipok | - Munting Coral - Niyugan - Pantay - Puting Bato West - Puting Kahoy - Puting Bato East - Quisumbing - Salong - San Rafael - Sinisian - Taklang Anak - Talisay - Tamayo - Timbain |